# François Clouet
François Clouet zwany „Janet” (ur. ok. 1515 w Tours, zm. 22 grudnia 1572 w Paryżu) – francuski malarz pochodzenia niderlandzkiego, syn Jeana Cloueta, przedstawiciel renesansu. Od 1541 nadworny artysta Franciszka I i jego następców.
Tworzył głównie portrety w stylu malarzy niderlandzkich, z dbałością o detale wnętrz, a zwłaszcza o szczegóły stroju. W jego dorobku znajdują się obrazy bardzo realistyczne z manierystyczną skłonnością do deformacji postaci. Malował portrety rysunkowe, olejne, często miniaturowe, przedstawiające głównie władców, ich rodziny oraz ważne osobistości odwiedzające dwór królewski, m.in. Pierre’a Quthe’a, aptekarza i botanika francuskiego (1562), Karola IX (1566), Elżbietę Austriacką (1571). Inspirował się twórczością Jacopo Pontormo i Francesco de’ Rossi (Il Salviati).
Artysta pozostawił tylko trzy sygnowane prace, pozostałe są mu przypisywane m.in. 50 portretów rysunkowych.

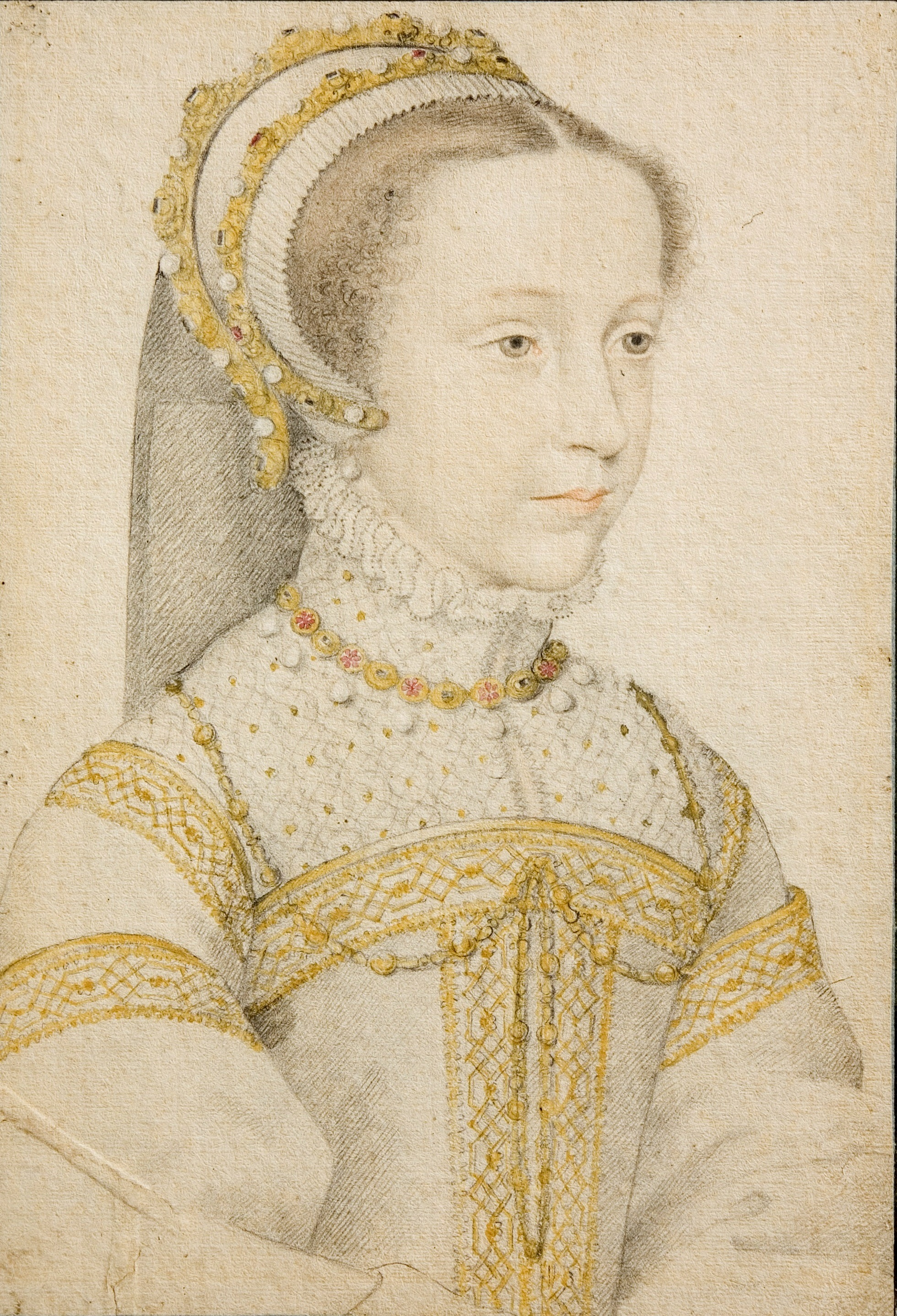
Portret Marii Stuart w wieku 12–13 lat, ok. 1555–1559, Muzeum Lubomirskich
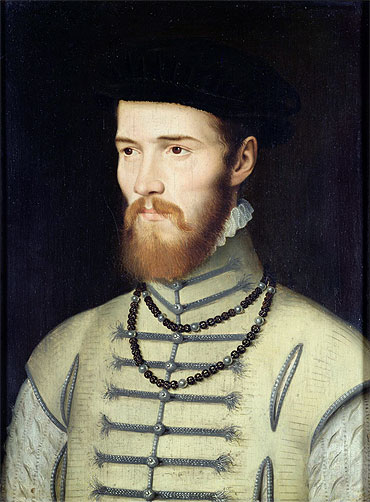
Portret mężczyzny, tzw. „Don Juan”, XVI w., Muzeum Czartoryskich
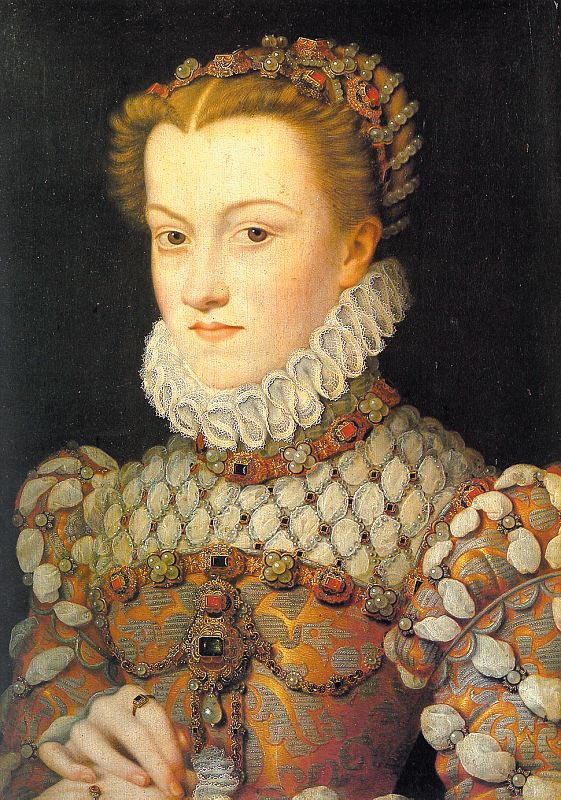
Elżbieta Austriacka, ok. 1571, Luwr
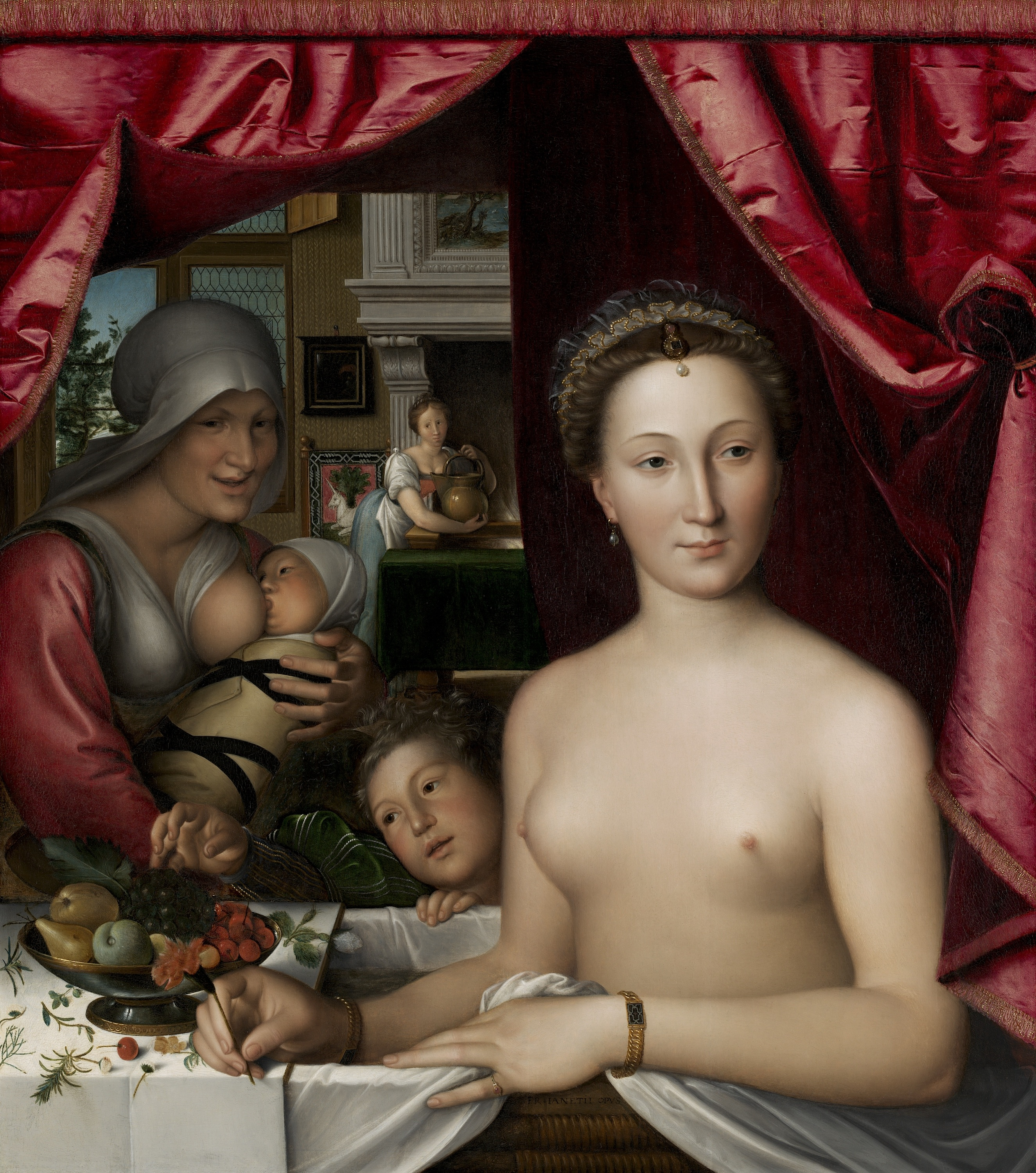
Domniemany portret Diany de Poitiers, ok. 1571, National Gallery of Art